# Colonia Veinte de Noviembre, Hidalgo
Colonia Veinte de Noviembre är en ort i Mexiko.   Den ligger i kommunen El Arenal och delstaten Hidalgo, i den sydöstra delen av landet, 90 km norr om huvudstaden Mexico City. Colonia Veinte de Noviembre ligger 2 003 meter över havet och antalet invånare är 701.
Terrängen runt Colonia Veinte de Noviembre är kuperad åt sydost, men åt nordväst är den platt. Runt Colonia Veinte de Noviembre är det ganska tätbefolkat, med 90 invånare per kvadratkilometer. Närmaste större samhälle är San Salvador, 10,3 km nordväst om Colonia Veinte de Noviembre. Omgivningarna runt Colonia Veinte de Noviembre är i huvudsak ett öppet busklandskap.